# Wasserzirkulation

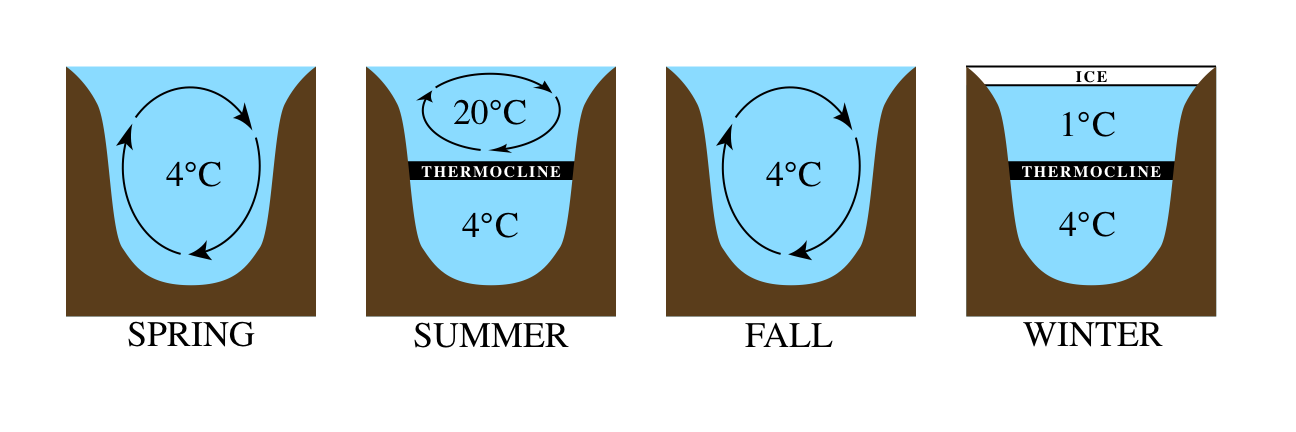
Dimiktische Durchmischungen des Wasserkörpers von Seen größerer Tiefe

Wasserzirkulationen im Sinne der Limnologie sind Phasen der Durchmischung in Stillgewässern (Seen, Lagunen, u. Ä.). Diese Übergangsphasen liegen zwischen Phasen mit stabiler Temperaturschichtung. Sie spielen eine bedeutende Rolle im Ökosystem See.

## Stagnation und Zirkulation
In einem typischen, hinreichend tiefen See der gemäßigten Zone ergibt sich im Lauf eines Jahres folgender Ablauf (dimiktischer Zirkulationstyp):
Durch die Sonneneinstrahlung erwärmt sich die obere Schicht (Epilimnion). Sie wird von der untersten Schicht, dem Hypolimnion mit seinen nur 3,98 °C (siehe Dichteanomalie des Wassers), durch eine Sprungschicht mit steilem Temperaturgradienten (Metalimnion) getrennt. Diese temperaturbedingte Dichteschichtung des Sees verhindert den Wasseraustausch zwischen den Tiefenstufen.
Im Epilimnion und Teilen des Metalimnion (in der trophogenen Zone) wird während dieser Sommerstagnation Sauerstoff durch Photosynthese produziert sowie bei Untersättigung auch aus der Luft eingetragen. Im Hypolimnion laufen ausschließlich sauerstoffzehrende Prozesse ab (tropholytische Zone), so dass der hier gespeicherte Sauerstoff vermindert und im Extremfall sogar vollständig aufgezehrt werden kann. 
Durch die herbstliche Abkühlung an der Oberfläche beginnt eine nach der Tiefe hin sich voranarbeitende Durchmischung, getrieben von Konvektion und Wind. Ist eine einheitliche Temperatur und zuletzt auch an der Oberfläche eine Temperatur von 3,98 °C erreicht, so besteht im gesamten Wasserkörper kein Dichtehindernis mehr für den Wasseraustausch. Diesen Zustand nennt man Vollzirkulation oder, nach der Jahreszeit, Herbstzirkulation.
Durch weitere Abkühlung lagert sich kälteres und dadurch weniger dichtes Wasser an die Oberfläche und bildet so eine kaltstabile Schichtung aus, die von der Oberfläche her zufrieren kann. Dies ist die Winterstagnation. 
Eine neuerliche Erwärmung im Frühjahr zerstört diese schwache Schichtung und führt zur Frühjahrszirkulation, die von einer neuen Sommerstagnation abgelöst wird.

## Ökologische Bedeutung
Im Zuge der voranschreitenden Durchmischung und der nachfolgenden Vollzirkulation gelangt nährstoffarmes, aber sauerstoffreiches Oberflächenwasser nach unten, während sauerstoffarmes, aber nährstoffreiches Tiefenwasser bis an die Oberfläche gelangt. So kommt Sauerstoff wieder in die Tiefe, wo er vorher in der tropholytischen Zone verbraucht worden war, und die dort freigesetzten Nährstoffe werden wieder bis zur Oberfläche verteilt, wo sie in der trophogenen Zone erneut für die Primärproduktion verfügbar werden. 

## Zirkulationstypen
Gewässer verschiedener Tiefe und in unterschiedlichen Klimazonen lassen sich nach Zirkulationstypen klassifizieren. Dabei dienen die jährliche Anzahl der Zirkulationen und die Temperaturverteilung zwischen den Schichten als systematische Merkmale. 
Diese auch Mixistypen genannten Gruppen sind im Einzelnen:
- Holomiktischer Typ: Stillgewässer dieses Typs erfahren wenigstens einmal im Jahr (z. B. im Herbst oder im Frühjahr) eine vollständige Durchmischung. Sie werden unterteilt in

- Monomiktischer Typ mit den Untertypen kalt-monomiktisch und warm-monomiktisch: Der Wasserkörper im monomiktischen Gewässer zirkuliert nur einmal jährlich. Dieser Typ kommt sowohl in subpolaren und polaren Gebieten vor (dort zirkuliert ein See im Sommer) als auch in den Subtropen (dort zirkuliert er im Winter).
- Dimiktischer Typ mit den Untertypen kalt-dimiktisch und warm-dimiktisch: Der Wasserkörper im dimiktischen Gewässertyp zirkuliert zweimal jährlich. Gewässer dieses Typs findet man vor allem in der gemäßigten Zone, wo die Zirkulation des Wasserkörpers im Frühjahr und im Herbst stattfindet, während im Sommer und im Winter zwei in Temperatur und Dichte sehr unterschiedliche Wasserschichten durch eine Pufferzone getrennt fast ohne Austausch übereinander liegen. Andere dimiktische Seen gibt es beispielsweise in Westafrika, wo die Zirkulation von der Regenzeit abhängig ist.
- Oligomiktischer Typ: Dieser Typ findet sich in Tropenregionen mit im Tagesgang gleichmäßig hohen Temperaturen. Die Zirkulationen dieser Gewässer sind unregelmäßig und eher selten.
- Polymiktischer Typ mit den Untertypen gemäßigt-polymiktisch, kalt-polymiktisch und warm-polymiktisch: Diesen Typ gibt es bei Flachgewässern in den gemäßigten Breiten und bei Seen in tropischen Gebieten mit starker nächtlicher Abkühlung, wie im tropischen Hochgebirge. Bei ihnen zirkuliert das Wasser häufig oder ganzjährig.
- Atelomiktischer Typ: Dieser Typ kommt bei schwach geschichteten Gewässern vor; sie erfahren eine kurzfristige Durchmischung während nächtlicher Abkühlungsphasen.

- Meromiktischer Typ: Stehende Gewässer dieses Typs erfahren keine vollständige Durchmischung. Dies geht in der Regel auf ein ungünstiges Verhältnis zwischen Oberfläche und Tiefe zurück. Im tieferen nicht durchmischten Wasserkörper reichert sich das Wasser größter Wasserdichte bei 4 °C mit Sedimentations- und Abbauprodukten an und wird so noch dichter. Es bildet sich dauerhaft ein sauerstofffreier oder mit Salzen angereicherter Tiefenbezirk, das Monimolimnion. Meromiktische Seen entstehen auch dann, wenn ein durchmischter Süßwasserkörper einen dichteren exogen gespeisten Salzwasserkörper überlagert, der dann nicht durchmischt wird.
- Amiktischer Typ: Gewässer dieses Typs weisen keinerlei Vollzirkulation auf und sind chemisch stabil. Das kann beispielsweise durch Versalzung des Wasserkörpers oder durch Ausbildung einer permanenten Eisdecke in hochpolaren Regionen eintreten.